# Георги Андреев (интербригадист)
Вижте пояснителната страница за други личности с името Георги Андреев.
Георги Андреев Андреев Николов - Кобе е български комунист, интербригадист.

## Биография
Георги Андреев е роден на 6 септември 1900 година или в 1907 година в село Белица, Разложко. От 1936 до 1939 година участва в Испанската гражданска война. Боец в 86-та Интернационална бригада. След края на войната е във френски лагери (1939-1940).
Завръща се в България през 1941 година. Въдворен в лагера Кръстополе. Участва в Съпротивителното движение по време на Втората световна война. Освободен от лагера през 1943 г. Преминава в нелегалност и на 17 април 1944 година става партизанин в отряд „Никола Парапунов“.
Оставя спомени.